# Китайско-украинские отношения
Китайско-украинские отношения 
(кит. 中國－烏克蘭關係, пиньинь Zhōngguó-wūkèlán guānxì, палл. Чжунго-укелянь гуаньси) — двусторонние внешнеполитические отношения между Китаем и Украиной.
КНР признала независимость Украины 27 декабря 1991 года, дипломатические отношения установлены 4 января 1992 года.
В марте 1993 года в Пекине Украина открыла своё посольство, в августе 2001 года — генеральное консульство в Шанхае.
Посольство КНР в  Украине было открыто в 1992 году, в 2006 году открылось генеральное консульство в Одессе.

## История

### Первые шаги к установлению отношений. Самоорганизация украинцев в Китае и китайцев на Украине в 1917 году
Украинцы и Китай
В период Российской империи, вследствие целенаправленной эмиграции, на территории Китая начали основываться украинские поселения. Наибольшие группы поселенцев прибыли в северо-восточную часть Китая — Маньчжурию, где они стали строителями, а потом и служащими, Китайско-Восточной железной дороги. Наибольшее количество украинских поселенцев осело в Харбине, где ими был создан Украинский клуб, вокруг которого концентрировалась общественная жизнь маньчжурских украинцев. По данным переписи, проведённой украинскими организациями в конце 1917 года в Маньчжурии, в Харбине и на других станциях КВЖД насчитывалось 22 000 украинцев, из которых 17 000 в Харбине.
После Февральской революции, 17 марта 1917 года, по инициативе Украинского клуба, в Харбине прошло первое украинское вече на котором было избрано Временное украинское бюро во главе с П. Соболевым, через 2 дня преобразованное в Украинскую раду в Харбине. Она занялась разработкой проекта программы деятельности украинцев в Маньчжурии, налаживанием связей с украинскими организациями в России и информированием местных украинцев о развитии национального движения на Украине. 16 июля 1917 года в Харбине произошёл съезд украинцев Маньчжурии, на котором была избрана Маньчжурская украинская окружная рада во главе с Иваном Мозылевским — центральный представительский орган украинцев Маньчжурии. Усилиями главы её военной секции Петра Твердовского для помощи Украине были сформированы 2 украинские сотни — в Харбине и на станции Хайлар. После неудачной попытки большевиков захватить власть в Харбине и последовавшей высылки обезоруженных российских войск на родину, украинские сотни взяли под охрану город и железную дорогу до прибытия китайских войск, за что получили право выезда на Украину со своим оружием. Первая сотня выехала на Украину в июне 1917 года из Владивостока, вторая — осенью из Харбина.
После провозглашения Украинской Центральной радой III Универсала и образования Украинской Народной Республики Маньчжурская украинская окружная рада в декабре 1917 года приняла постановление, которым декларировалась следующее:
- Все украинцы, которые живут в Маньчжурии, как гражданские, так и военные, в борьбе российских партий не должны принимать участия;
- Они должны организовать свои отдельные военные части и организации украинского населения;
- Через организованный военный штаб и Маньчжурскую украинскую окружную раду они должны находится в распоряжении и подлежать Украинской Центральной раде и её Генеральному секретариату в Киеве[4].

Вслед за этим она направила Центральной раде телеграмму, в которой приветствовалось провозглашение УНР и заявлялось, что маньчжурские украинцы считают себя свободными от «правительств» других стран и признают для себя обязательными только её распоряжения.
Китайцы и Украина

Китайские бойцы Рабоче-крестьянской Красной армии. Фото 1918 года

Китайцы массово появились на Украине в период Первой мировой войны. Это были лица, мобилизованные в соответствии с «высочайшим указом» российского императора Николая II «О привлечении мужского инородческого населения империи для работ по устройству оборонительных сооружений и военных сообщений в районе действующей армии, а равно для всяких иных необходимых для государственной обороны работ» от 25 июня
1916 года. Правила разработанные в декабре 1916 года предусматривали получение мобилизованными заработной платы в размере, примерно аналогичной (не выше) заработной плате местного населения, перевозку их на место работы за счет предприятий нанимателей, предоставление на общих основаниях медицинской помощи, а также заключение на срок до 3 месяцев или штраф за уклонение от исполнения обязанностей, а «Положение о Дружинах» гарантировало каждому задействованному в строительстве оборонительных сооружений и путей сообщения для военных нужд китайцу при увольнении заработную плату в размере двухмесячного оклада. По разным сведениям, в период с января
1915 года по апрель 1917 года в пределы Российской империи было ввезено от 100 000 до 500 000 китайских рабочих, часть из которых оказалась на украинских землях: на Киевщине, Волыни, Черниговщине, Екатеринославщине, Одещине, вблизи Луганска, Донецка, Херсона.
После Февральской революции пришедшее к власти Временное правительство декларировало готовность содействовать репатриации китайских граждан, большинство из которых стремилось вернуться домой, но не имели для этого средств. С этой целью Петроградским правительством было создало Межведомственное совещание и Особый комитет, в задачи которых входила организация эвакуации в Китай рабочих не желавших оставаться в России, больных и безработных, а Посольству Китайской республики в Петрограде было дано разрешение выслать своих представителей в места скопления китайцев. Параллельно, 18 апреля 1917 года, петроградскими студентами китайского происхождения была создана общественная организация «Союз китайских граждан в России» во главе с Лю Цзечжуном, целью которой декларировалось спасение соотечественников и защита интересов граждан Китая. Однако произошедшая Октябрьская революция и последовавший за ней распад Российской империи внесли свои коррективы в процесс эвакуации китайских граждан: Китай, как и другие страны Антанты, отказался признавать советскую власть в России и эвакуировал с её территории своё посольство; правительство РСФСР, обещавшее уделить внимание вопросу репатриации китайцев и отправлять в Харбин большие группы китайских граждан по 1000–1500 человек, на практике начало их вербовку ряды Красной армии; а долги Российской империи перед китайскими рабочими перешли к образовавшимся на её бывшей территории государствам. В этих условиях Союз китайских граждан в России фактически получил статус консульского представительства при новой власти — он получил финансирование от Народного комиссариата по иностранным делам РСФСР, а его глава получил от китайского посольства полномочия «охранять интересы китайских граждан и в случае необходимости обращаться за содействием в посольство Дании, которое согласилось взять на себя представительство интересов Китая».

### Попытки установления официальных отношений в 1918—1925 годах
Украинское консульство в Китае

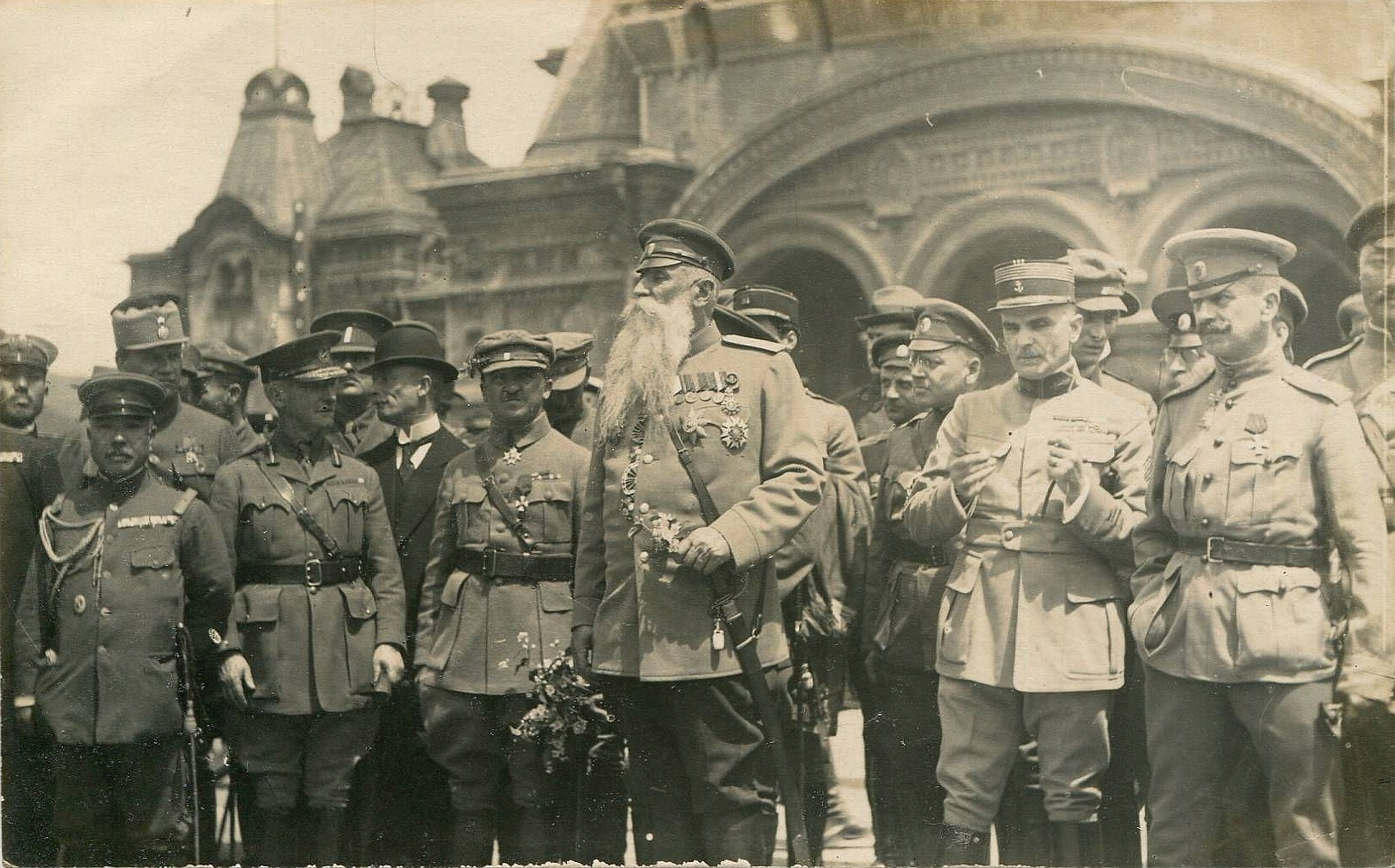
Комиссар Временного правительства на КВЖД Дмитрий Хорват и представители Антанты. Владивосток, 1918 год

Провозглашение 22 января 1918 года независимости Украинской Народной Республики подняло вопрос возврата украинских переселенцев с Дальнего Востока на родину. В связи с этим был созван III Украинский Дальневосточный съезд, который прошёл в Хабаровске с 7 по 12 апреля 1918 года. По его итогам Маньчжурская украинская окружная рада направила в Киев делегацию во главе с Петром Твердовским, которая прибыла на место назначения в конце мая и застала на Украине уже режим Украинской державы, сменивший к тому времени УНР. Она была принята министром иностранных дел Дмитрием Дорошенко, которому передала:
- Доклад о положении на Дальнем Востоке[3];
- Меморандум Маньчжурской украинской окружной рады с предложением «направить в Харбин, как международный город, украинского консула»[3] и требованием о присоединении Зелёного Клина и Маньчжурии к Украинской державе с организацией там украинской администрации[4];
- Личное сообщение комиссара Временного правительства на КВЖД Дмитрия Хорвата, планировавшего в согласии с Украинским государством выгнать большевиков с Дальнего Востока[4], в котором он заверял, что будет, «сколько хватит сил», работать по указанию украинского правительства[3].

Последствием данной миссии стало внесение в прелиминарный мирный договор между Украинской державой и РСФСР от 12 июля 1918 года подпункта о предоставлении консульских полномочий защиты прав и интересов украинских граждан председателям украинских Окружных рад, существовавших на территории России, и, в привязке к нему, назначение Петра Твердовского консулом Украины на Дальнем Востоке с резиденцией в Харбине.
В августе 1918 года Твердовский прибыл на Дальний Восток. Проходивший 25 октября—1 ноября 1918 года IV (чрезвычайный) Украинский дальневосточный съезд признал права и компетенцию украинского консула на Дальнем Востоке, освободив его от руководства политической жизнью дальневосточных украинцев. Его полномочия признал Народный комиссар по иностранным делам РСФСР Георгий Чичерин, а командующий союзными войсками генерал Жанен вступил с ним в переговоры кастельно проекта создания на Дальнем Востоке украинского военного корпуса численностью 40 000 человек. В то же время Временное Сибирское правительство и верховный правитель России Александр Колчак не признавали независимость Украины, в связи с чем российские дипломаты в Китае, многие из которых находились там с царских времён, обратились к генералу Хорвату с требованием арестовать «самозванца-консула» и устранить его из Маньчжурии.
Ещё Маньчжурской украинской окружной радой была начата регистрация украинского населения и выдача соответствующих документов, удостоверяющих личность — специальных удостоверений на украинском, английском и русском языках, которые порой прямо называли украинскими паспортами. Украинское консульство продолжило данную деятельность и начала выдавать паспорта вместо свидетельств, полученных украинцами раньше от украинских организаций. Всё время своей работы оно испытывало финансовые трудности.
Под давлением российских дипломатов украинское консульство прекратило свою роботу в 1919 году, в том же году после «ноты Карахана», передавшей КВЖД под контроль Китая, от дел отошёл генерал Хорват. В 1921 году китайские власти пошли на сближение с РСФСР и приняли решение о ликвидации Маньчжурской украинской окружной рады, в 1923 году — закрыли и другие украинские организации, позже — конфисковали дом и имущество Украинского клуба.
Китайское представительство на Украине

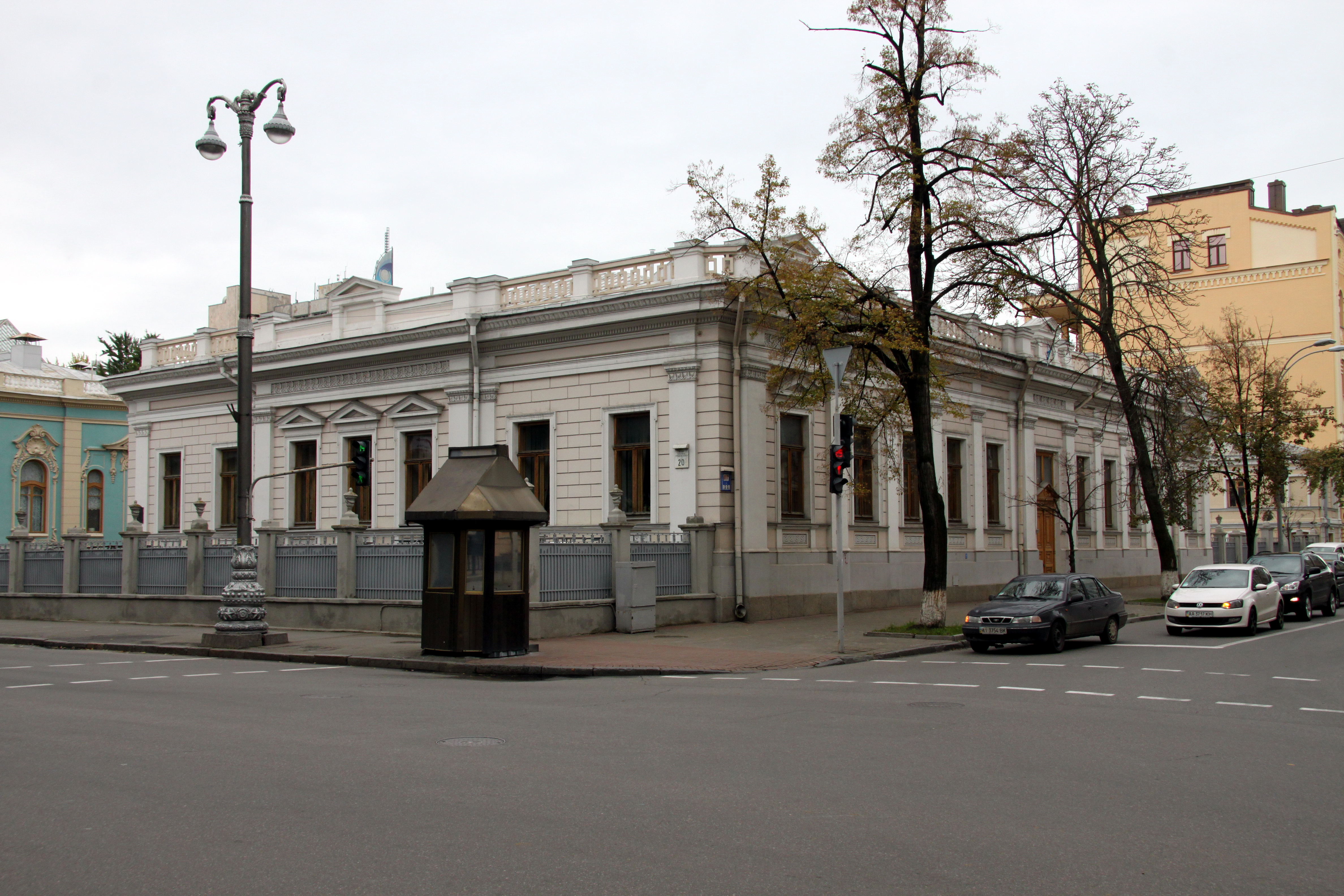
Особняк Зайцева — здание, в котором в 1918—1921 годах располагалось китайское представительство на Украине. Киев, ул. Михаила Грушевского, 20/1

После Октябрьской революции Союз китайских граждан в России (в дальнейшем был переименован в Союз китайских рабочих) направил своего представителя Чжу Шао Яна на Юго-Западный фронт с целью выяснения положения китайцев на нём. Коррективы в его миссию внесло провозглашение независимости Украинской Народной Республики — он получил задание основать в Киеве отделение Союза, которое имело бы ограниченные консульские функции. В связи с этим Посольство Китая в России делегировало ему функции защиты прав и интересов китайских граждан, оказавшихся на украинских землях. Изначально Чжу Шао Ян обосновался в отеле «Ливадия», однако уже 23 января 1918 года МИД УНР, ввиду невозможности проживания в условиях занимаемых уполномоченым Китайского посольства апартаментов, хлопотало перед комендантом Киева о предоставлении ему «комнаты в какой-либо гостинице». Окончательно вопрос с предоставлением помещения китайскому представителю разрешился уже при Украинской державе — киевский сахарпромышленник Маркус Зайцев, «стремясь заручиться хотя бы какой-то охраной для своего имущества», поселил китайского представителя в своём особняке.
На плату китайцы очень серьезно смотрели. Жизнь легко отдавали, главное — плати вовремя и корми хорошо. Да, вот так. Приходят ко мне их уполномоченные и говорят, что их нанималось 530 человек и, значит, за всех я должен платить. А сколько нет (убиты), то ничего — остаток денег, который им принадлежит, они между всеми поделят. Долго я с ними говорил, убеждал, что нехорошо это, не по-нашему. Все они свое получили. Другой аргумент привели — нам, говорят, в Китай семьям убитых посылать надо. Много хорошего было у нас с ними в длинном многострадальном пути через всю Украину.
На момент прибытия китайского представителя в Киеве локализировались большие группы китайских рабочих, уволенных с работы в инженерно-строительных дружинах Юго-западного фронта Земгора и ожидавших получения зарплаты с последующей отправкой домой. Однако выплаты были остановлены, что было обусловлено прохождением организациями, которые во время войны работали на украинских землях, процедуры ликвидации под руководством центральной и городских ликвидационных комиссий. По плану Министерства путей УНР ликвидационные мероприятия в этой сфере должны были завершится к 1 октября 1918 года, после чего должны были произведены выплаты. Попытки ускорить процесс осложнялись наличием ряда спорных вопросов: 
- вопрос уменьшения затрат со стороны УНР на выплату за проведенные «военные работы» на украинской территории и распределение расходов на эти работы между УНР и соседними государствами[5];
- выработка алгоритма ревизии денежной отчетности и проверки правильности арифметического подсчета и уплаты по документам, подлежащих гербовым сборам и промышленным налогов[5].

На фоне отсутствия средств для выезда в Китай данные массы начало охватывать отчаяние, толкавшее их на преступления либо попытки присоединиться к Красной армии — за период Гражданской войны на Украине воевала 21 000 из около 70 000 китайцев служивших в РККА. Причём в ряде случаев китайцы примкнувшие к большевикам одновременно являлись членами хунхузского Тайного братства, развернувшего преступную деятельность на Украине в те годы, и, попадая на территории неподконтрольные большевикам, использовали Союз китайских граждан для защиты себя от небольшевистских правительств, чем обеспечили ему сомнительную репутацию. Подобные обстоятельства привели к массовым арестам китайских граждан украинскими властями. Ввиду этого для Чжу Шао Яна определились две первоочерёдные задачи — добиться выплат китайским рабочим и освобождения китайских заключённых. Их выполнение осложнялось тем, что с позиции украинского руководства его полномочия были весьма условны — между Китайской республикой и Украинской Народной Республикой или Украинской державой отсутствовали официальные отношения.
Ситуация изменилась в начале июня 1918 года — в Киев прибыл новоназначенный вице-консул Дании в Украинской державе Карл Нильсен, которому датским послом в Петрограде были делегированы полномочия защиты интересов китайских граждан в Киеве. Сразу по прибытии в столицу Украинской державы датский вице-консул официально известил украинский МИД о своих полномочиях, однако их подтверждение получил только 2 сентября. В свою очередь Чжу Шао Ян от своего руководства получил наставления об установлении контактов с датским дипломатом. Уже в июле просьба китайского представителя о выплате 708 016 рублей китайским гражданам была рассмотрена украинскими властями, которые приняли решение о выплате 693 913 рублей. Однако, возникла проблема с тем, что к моменту принятия решения уже не все китайские рабочие находились на территории Украины. В связи с этим дело было приостановлено и повторно направлено на рассмотрение специальной комиссии. Параллельно Чжу Шао Ян и Карл Нильсен предпринимали попытки защиты китайских граждан — в сентябре 1918 года прошли массовые аресты китайцев, обвинённых украинскими властями в шпионаже в пользу большевиков. 5 ноября 1918 года датский консул обратился к украинскому министру внутренних дел Виктору Рейнботу с просьбой освободить китайских подданных, не совершивши уголовных преступлений, и выслать их за пределы украинской территории.
К декабрю 1918 года проблема с выплатами китайским рабочим не решилась. Даже в условиях Антигетманского восстания на Украине Чжу Шао Ян и Карл Нильсен официально обращались в МИД Украинской державы с просьбами произвести соответствующие выплаты. Ответ на свои запросы они получили уже от комиссара революционного Комитета при МИД Украинской Народной Республики Николая Левитского — он сообщил об отсутствии со стороны внешнеполитического ведомства «препятствий к выдаче денег Датском Консулу для передачи китайским гражданам». Уже в январе 1919 года в связи с наступлением большевиков началась эвакуация дипломатического корпуса из Киева. В числе прочих 24 января из Киева в Одессу отбыл и китайский представитель.
К моменту захвата Одессы большевиками в апреле 1919 года в ней, помимо Чжу Шао Яна, находились также и представители московского исполкома СКГР Чжан Юнкуй, Лю Дечи и Сун Шичен. В этот период на миссию было совершено вооружённое нападение, вследствие которого она понесла как человеческие, так и материальные потери — нападающими были выкрадены собранные с китайских граждан для подготовки реэвакуации соотечественников 2 975 310 рублей, драгоценности и личные вещи. Данное происшествие стало катализатором взаимодействия миссии с правительством Советской Украины — о нём незамедлительно был извещён председатель СНК и народный комиссар по иностранным делам УССР Христиан Раковский. После этого Одесской ГуЧК были задержаны налётчики и изъята часть награбленного, а НКИД УССР официально принёс извинения и взял на себя обязательство в полной мере возместить нанесенный ущерб. Миссии сразу же были был возмещён 1 000 000 рублей и 600 000 совзнаков, Чжу Шао Яну был возвращён перстень, а Чжан Юнкую — часы. Завершение дела было прервано наступлением на Одессу белогвардейцев — собравшиеся в городе китайские граждане эвакуировались через Батуми и Стамбул, вместе с ними на родину отправились и члены китайской миссии. Только 11 апреля 1921 года, в ответ на многочисленные просьбы СКР, письмом с грифом «Срочно. Секретно» российский НКИД затребовал ответ «сколько именно денег Украинская Республика считает необходимым доплатить Китайской миссии за ущерб, нанесённый её в Одессе», после чего УССР выплатил СКР 1 375 310 романовских рублей предназначенных «для реэвакуации китайских граждан на родину» и дал официальное обещание организовать их выезд.

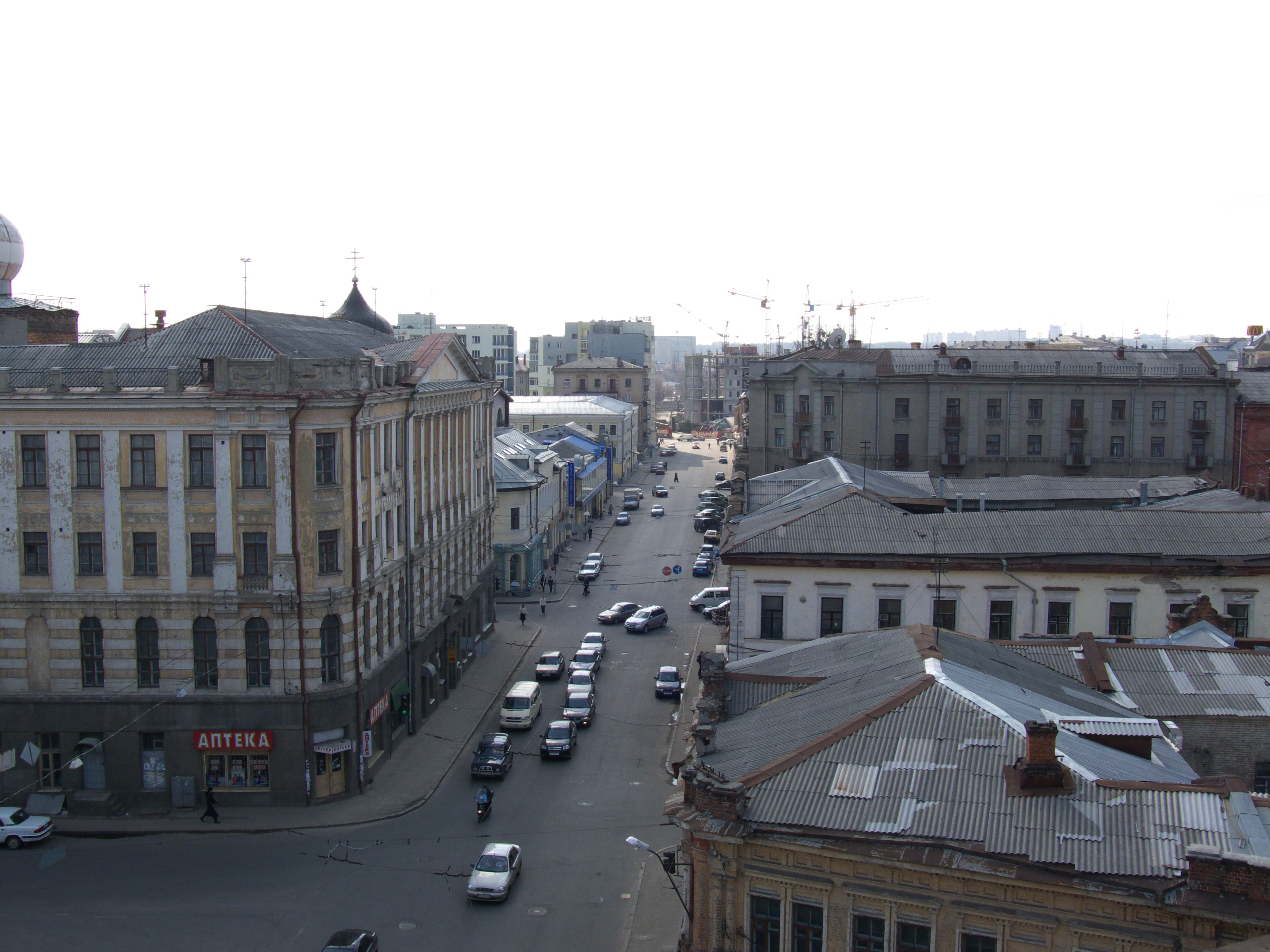
Улица Кооперативная в Харькове — в доме №4 в 1921—1925 годах функционировал Центральный исполком СКР на Украине

После взятия Киева Красной армией в феврале 1919 года китайское представительство продолжило функционировать во главе с Ли Зунсином. Оно получило определённые гарантии неприкосновенности своих сотрудников-киевлян со стороны Киевской ЧК и продолжило заниматься делами реэвакуации китайских граждан. Несмотря на то, что столицей Украинской ССР стал Харьков, Центральный исполком СКР на Украине продолжал функционировать в Киеве под надсмотром Уполномоченного НКИД в Киевском районе. Вопрос переноса представительства в Харьков был поднят только после издания весной 1921 года восточным отделом НКИД РСФСР инструкции по организации вывоза китайцев на родину. 1 октября 1921 года аналогичный  документ издал НКИД УССР — им предусматривалось, что организация выезда китайских граждан возлагалась инструкцией на Укрэвак и его местные органы, а регистрация — на СКР, который взаимодействовал с Генеральным консульством Китайской республики в Москве. В связи с этим в ноябре 1921 года Центральный исполком СКР на Украине окончательно перебрался в Харьков.
В новых условиях китайский Союз определил своё задание как «организацию взаимопомощи и культурно-просветительской работы среди китайских граждан». Права Союза распространялись на охрану и защиту личных и имущественных прав китайских граждан во всех центральных и местных учреждениях в соответствии с законодательством УССР, удостоверение подлинности национальных документов и удостоверение личности, выдачу удостоверения для дальнейшего получения его владельцем в соответствующих губисполкомах видов на жительство на территории УССР, открытие для своих членов культурно-образовательных учреждений, организацию артелей, заключение сделок, приобретение движимого имущества для своих нужд, подачу исков в суд. Материальное содержание СКР в Харькове возлагалось на НКИД УССР.
В марте 1922 года Ли Зунсина сменил Фу Сунтын. С мая того же года, в связи с принятием НКВД УССР решения о прохождении всеми иностранными гражданами регистрации по месту жительства и начале постановки их на учёт, Центральный исполком СКР на Украине, имевший ограниченные консульские функции, стал ключевым звеном в получении китайцами права на легальное пребывание на территории УССР.
В 1923—1924 году Центральный исполком СКР на Украине возглавлял Сю Шен. СКР на Украине прекратил свою работу 9 января 1925 года. Это, очевидно, было связано с арестами в 1924 году членов Тайного братства по «делу Ли Кайцзя» — некоторые фигуранты дела принадлежали к руководящему составу исполкомов СКР в России и, пользуясь ограниченными консульскими полномочиями, выдавали фиктивные удостоверения, давали ложные показания, прикрывали преступления или сами в них участвовали. Тем самым сеть китайских представительств была дискредитирована и советская власть потеряла к ним доверие.

### После Второй мировой войны
После провозглашения Китайской Народной Республики 1 октября 1949 года начался новый виток украинско-китайских отношений. Украинская ССР, как составная часть СССР, сыграла значительную роль в зарождении китайской металлургии, машиностроения, сельского хозяйства, отправляя учёных, инженеров для оказания помощи в создании соответствующих отраслей. 
В то же время Украинская ССР использовала опыт Китая в соответствующих отраслях, получая техническую помощь.
В течение 1949—1965 гг. происходил двусторонний обмен делегаций из писателей, учёных, артистов, устраивались культурные выставки, издавались лучшие произведения писателей обеих стран. Связи между собой установили университеты, академии наук, а также ученые. Происходил обмен учеными, аспирантами, студентами, а также информацией, проводились совместные исследования.

## Современные двусторонние связи

### Экономические связи
В 2010 году объём двусторонней торговли достиг 7 млрд 730 млн долл. (на 33,8% больше по сравнению с 2009 годом).
В 2012 году КНР заняла первое место среди торговых партнёров Украины в Азиатско-Тихоокеанском регионе. Согласно данным Госстата Украины, в 2012 году экспорт товаров и услуг в КНР составил $1 млрд 858 млн (уменьшение по сравнению с предыдущим годом на 17,6 %); Украина экспортировала в КНР минеральные продукты (80,9 % от всего экспорта), машины, оборудование и механизмы (4,5 %), жиры и масла животного или растительного происхождения (4,0 %). 

В то же время Украина импортировала товаров на $7 млрд 924 млн (увеличение по сравнению с предыдущим годом на 26,1 %): машины, оборудование и механизмы (36,3 % от всего импорта), текстиль и текстильные изделия (11,0 %), неблагородные металлы и изделия (8,5 %), обувь, головные уборы, зонтики (8,1 %), пластмассы и каучук (7,1 %). 
Внешнеторговый оборот Украины с Китаем в 2012 году составил 9 млрд 783 млн долл. (отрицательное сальдо для Украины — 6,66 млрд).
По итогам 2012 г. товарооборот во взаимной торговле превысил 10 млрд долл., а по итогам 2013 г. планировалось его увеличение втрое.
В конце 2012 г. Украина и Китай подписали два масштабных кредитных соглашения: о финансировании проектов в украинском агросекторе на 3 млрд долл., и проектов в энергосекторе Украины на сумму почти в 3,7 млрд долл. 
В середине 2013 г. Экспортно-импортный банк Китая открыл финансирование Национального проекта «Воздушный экспресс», общая сумма кредита составила 372 млн долл.
5 декабря 2013, во время визита В. Януковича в Пекин, был подписан ряд документов: Межправительственное соглашение об экономико-техническом сотрудничестве, Договор о сотрудничестве в сферах энергоэффективности, энергосбережения и возобновляемых источников энергии между Государственным агентством по энергоэффективности и энергосбережению Украины и Китайской экспортно-кредитной страховой корпорацией, а также Пятилетняя программа развития отношений стратегического партнерства между Украиной и КНР.
Также в планах было выработать общую стратегию развития дальнейшего сотрудничества в торгово-экономической, научно-технической, культурной, космической, сельскохозяйственной и образовательной сферах.
В течение 2009—2014 гг. Украина была третьей страной по поставкам вооружения в Китай, так как Киев активно поставлял двигатели для китайских военных самолётов.
Случившийся в 2013—2014 гг. политический кризис не мог не сказаться на внешнеэкономической деятельности государства и на торгово-экономических связях с другими странами: по данным украинского Госстата, по итогам 2013 г. товарооборот между Украиной и КНР едва превысил $10 млрд, а в дальнейшем наблюдался резкий спад во взаимной торговле — объём импорта китайских товаров на Украину падал до 2015 г. (значительное падение курса украинской гривны привело к серьёзному снижению покупательной способности граждан и предприятий, в результате чего снизился и объём импорта китайских товаров на Украину, рост (в линейной пропорции) начал восстанавливаться с 2016 г.), а динамика украинского экспорта в КНР снижалась до 2016 г. (он начал расти только в 2019 г.).
Росту продаж украинских товаров в Китай поспособствовала новая аграрно-сырьевая модель украинской экономики: после начала кризиса роль промышленности в структуре экономики значительно снизилась,  выросла  же доля продукции сельского хозяйства(увеличился экспорт зерновых (с 26 млн до $533 млн долл.), кукурузы (80 % от китайского импорта), подсолнечного масла (крупнейший поставщик данного товара в Поднебесную)) и железорудного сырья (железная руда, которая нужна для производства китайской металлургической продукции, а также шлаки и зола — главные статьи украинского экспорта в КНР; при этом, в 2020 г. из-за пандемии коронавируса и начала массового карантина промышленное производство в Китае значительно просело, что привело к тому, что спрос на сырьевые товары для промышленности, включая руду и металлы, многократно упал).
В 2019 г. впервые за всю историю украинской независимости главным торговым партнёром страны стал Китай, обойдя Россию и европейские страны; это касается как экспорта, так и импорта: в том году Украина экспортировала товаров в Китай на 3,59 млрд долл., а импортировала – на 9,19 млрд долл. 

Сохраняется неопределённая ситуация вокруг украинского завода по производству авиационных двигателей «Мотор-Сич», одного из лидеров в сфере ВПК Украины в вертолёто– и двигателестроении. 28 августа 2019 года Киев посетил советник президента США по национальной безопасности Джон Болтон. На переговорах Болтона и Зеленского были обсуждены первоочередные меры по укреплению стратегического партнёрства между государствами, возможности углубления сотрудничества в сферах безопасности и обороны, энергетической безопасности, а также в вопросах реформирования ВСУ и украинской оборонной промышленности. Ранее газета The Wall Street Journal сообщала, что одной из основных тем встречи Болтона и Зеленского должна была стать готовящаяся сделка по покупке китайскими компаниями Skyrizon Aircraft и Xinwei Group более 50 % акций завода «Мотор-Сич», которой США намерены помешать, поскольку она способна значительно повысить военно-промышленный потенциал Китая. В пресс-службе посольства США на Украине сообщили, что 27 августа Джон Болтон обсудил с секретарём СНБО Украины Александром Данилюком вопрос «защиты украинской промышленности от недобросовестного экономического поведения Китая». В ноябре 2019 года в американских СМИ появилась информация о переговорах с руководством «Мотор Сiч» американских предпринимателей, близких к руководству Республиканской партии США.

### Культурные связи
С  1949 по 1965 год на китайском языке были изданы произведения Т. Г. Шевченко, Леси Украинки, И. Я. Франко, Олеся Гончара, М. А. Стельмаха, Б. И. Олейника.
После провозглашения Украиной независимости, культурные связи между Украиной и Китаем ещё больше углубились[где?]. 
В 2002 и 2009 годах прошли 1-е и 2-е заседания Совместной украинско-китайской комиссии по вопросам сотрудничества в области культуры. Результатом этих заседаний стало подписание Планов культурного сотрудничества на 2002—2006 и 2009—2012 годы.

### Отношения после вторжения России на Украину
Президент Украины Владимир Зеленский в интервью South China Morning сообщил, что многократно обращался с призывом к прямым переговорам с председателем КНР Си Цзиньпином, призвав Пекин использовать свое политическое и экономическое влияние на Россию, чтобы помочь положить конец войне в его стране, однако разговор так и не состоялся. Си Цзиньпин во время виртуального бизнес-форума высказывал обеспокоенность в связи с конфликтом, однако с февраля 2022 года так и не выступил с осуждением действий России.
27 августа 2022 года Newsweek рассказал про обострение китайско-украинских отношений, произошедшее после создания в украинском парламенте группы для сотрудничества с законодателями Тайваня. Депутаты Рады заявили о дипломатическом давлении Китая, в частности, министерство иностранных дел Китая объявило украинским дипломатам в Пекине протест. Александр Мережко, председатель комитета Рады по иностранным делам и ведущий член группы сотрудничества с Тайванем, в ответ заявил, что Китай «пытается диктовать, что должен делать иностранный парламент».
В апреле 2023 года Украина совместно с Францией, Латвией, Литвой и Эстонией выразили встревоженность по поводу позиции посла Китая во Франции Лу Шайе, который в интервью на французском телевидении поставил под сомнение суверенитет стран бывшего СССР, в частности – Украины. На вопрос о принадлежности Крыма посол заявил, что тот исторически был частью России и передан Украине Никитой Хрущевым.  В ответ Михаил Подоляк заявил что странно слышать версию истории Крыма, которую он назвал абсурдной от страны столь серьёзно относящейся к собственной тысячелетней истории.

### Экспертное сообщество
Часть украинской академической и экспертной среды сознательно или бессознательно повторяет китайскую пропаганду и «отбеливает» Китай. Такое мнение высказал руководитель секции Азиатско-Тихоокеанского региона New Geopolitics Research Network Юрий Пойта 

## Диаспора

### Украинцы в Китае
На конец XX века в Китае проживало примерно 20 тыс. человек украинского происхождения, все они ассимилировались и интегрировались в общественную жизнь этой страны.